# 淑女飘飘拳
《淑女飘飘拳》（Sweet Tai Chi），2019年中国青春偶像剧，根据天衣有风同名畅销小说改编。由毕雯珺、孙千、丁泽仁、贾征宇、漆培鑫领衔主演，高雄、陈秀珠、九孔、樓學賢、佐藤寬太友情出演，2018年11月5日在四川开机，2019年1月14日杀青。优酷于2019年12月25日首播。

## 播出时间
| 频道                   | 所在地   | 播出日期       | 播出时间                                    | 备注   |
| ---------------------- | -------- | -------------- | ------------------------------------------- | ------ |
| 优酷                   | 中国大陆 | 2019年12月25日 | 每周三、周五12点各更新3集，VIP会员抢先看6集 |        |
| astro双星、astro双星HD | 马来西亚 | 2019年12月30日 | 星期一至五 20:00 - 21:00                    |        |
| 다문화TV               |          | 2020年5月25日  | 每晚10:00播出（連續4集）                    | 劇名： |
| LALA TV                | 日本     | 2020年10月1日  | 星期一至五 21:30 - 22:30                    | 劇名： |

## 演员列表

### 主要演员
| 演員                          | 角色   | 简介 |
| 毕雯珺                        | 卫楚   | 太极四大家族卫氏传人及掌门人 大三学生、学生会会长、太极系前队长。想要打破太极只传内不传外的传统。因腿被八岐门前掌门方际打成重伤而暂时不能练太极，为此他从藏锋学院太极系转去了尚香文学院围棋系。他是高冷毒舌的太极奇才、文学院最炙手可热的“尚香公子”。下棋、打太极、刺绣、书画、插花、做饭，等等他都会。曾与其他三名太极四大家族传人一同被方际绑架，伤也是那个时候为了逃出来受的。被拳道系的人围攻时，因伤势而不能还手，后被路过的飘飘救下。一开始觉得飘飘很有趣，后来喜歡上了風飄飄。觉得飘飘很有太极天赋，因此收其为徒。在飘飘身世败露后，在众太极门派面前宣布飘飘是其未婚妻来为飘飘爷孙解围。曾被萧笑袭击打伤过，因此新伤旧伤叠在了一起差点导致以后无法站立，但经过飘飘爷爷的治疗，他的腿慢慢恢复了。              |
| 孙千                          | 风飘飘 | 天赋极高的太极新星 18岁的尚香文学院书画系大一新生，后为全国武道大会以及世界武道大会太极派队长。是大家投出来的“尚香淑女”，实则人前淑女，私下女汉子。她也是谈临、陈冰、杨凝雪跑遍整所CMFU大学一直在找的“会太极的蒙面女高手”。她还是卫楚帮助太极系的“秘密武器”。因救了当时因受伤而不能打太极的卫楚，与其結識。以三分钟不到的时间打败了谈临和其他7个来自拳道系的人。在卫楚的指导下，她的书画进步的特别快，不仅超越了同龄人，还与爷爷并驾齐驱，不仅如此她还学会了围棋和插花。因爷爷当年偷师学艺，在拜卫楚为师父時產生了争执，后卫楚说服了卫家的人，因此飘飘成为了卫氏太极第24代弟子。在月山旬表白时，明白自己喜欢卫楚。飘飘身世败露后，卫楚为了替飘飘爷孙俩在众太极门派面前解围，认其做了未婚妻。后转到了藏锋学院太极系。 |
| 丁泽仁                        | 陈冰   | 太极四大家族陈氏传人 大一新生、太极系的乐天担当。与杨凝雪有娃娃亲并且形影不离，经常会因为杨凝雪揍别的男生而吃醋。做事比较理智，所以在杨凝雪冲动时会加以阻止。曾与其他三名太极四大家族传人一同被方际绑架。在拳道系和太极系的比试上，以一己之力，力挽狂澜，为太极系赢下赌约并保住了太极系。经常给卫楚出谋划策来追飘飘。在得知飘飘身世后，与杨凝雪想法不同，觉得飘飘并不是什么有恶意的人。 |
| 贾征宇                        | 白海洋 | 太极四大家族白氏传人及掌门人 大三学生、学生会副会长、太极系队长、暖男学长。曾与其他三名太极四大家族传人一同被方际绑架。在卫楚离开太极系时，以一人之力撑起整个太极系并接任了太极系队长。在拳道系和太极系比试当天，被拳道系的人在水里下了毒导致其住院而错过了比赛。喜歡蕭笑。在得知萧笑身份后，以为萧笑只是一直在有意接近他并且利用他，但还是对萧笑抱有一丝希望。在萧笑得知真相后，与她重归于好。 |
| 張馨月 （页面存档备份，存于） | 萧笑   | 八岐门掌门 书画系大一新生、風飄飄的闺蜜兼室友，喜歡白海洋，方際的外孫女，曾袭击过卫楚。是方际亲点的掌门继承人，并一手由谈临父亲辅佐上位。表面上胆子小、软弱、八卦、憨憨的、什么都不会，其实身手高强，足以与卫楚匹敌，心思也很深。亮明身份后，与飘飘决裂，并决定休学。知道外公死的真相后，发现家里人一直在骗她而与飘飘和好，并帮助太极系打全国武道大会。小时候经常打碎外公的花瓶，在外公死后，经常梦到他并且想他，所以白海洋就带她到河边放水灯。 |
| 漆培鑫                        | 谈临   | 藏鋒學院拳道系队長 曾姓方。方际的直系长孙、蕭笑表兄，所做的事全都是八岐门在暗中操作。一心想要夺回属于他的一切包括八岐门掌门之位。一直在找以一人之力打败拳道系7人的“会太极的蒙面女高手”。是风飘飘的手下败将。后来趁萧笑闭关养伤，找回了方兆天，并夺得八岐门掌门之位。虽然一心想要掌门之位，可他还是不愿意伤害萧笑，于是在方兆天想要对萧笑赶尽杀绝时，阻止了他。后被王兆天囚禁。 |
| 王芊雯 （页面存档备份，存于） | 杨凝雪 | 太極四大家族楊氏传人 太极系大一新生。非常注重太极门派只传内不传外的传统。曾与其他三名太极四大家族传人一同被方际绑架。經常與陳冰走在一塊，從小跟陳冰訂下娃娃親。因为做事容易冲动，所以陈冰会经常阻止她做一些冲动的举动。当知道风飘飘是风并行的孙女以及她会太极时，觉得飘飘接近卫楚是为了和她爷爷一样偷师学艺，在不明真相的情况下想要质问飘飘，幸好被陈冰拦下。之后跑到长辈面前告诉了他们飘飘家地址导致几个太极门派上门讨伐。后知道飘飘是卫楚未婚妻被吓了一跳，被陈冰拉出了飘飘家。之后在藏锋学院其他系与太极系比试时，认可了飘飘的实力，并重新接纳了飘飘。刚入太极系时，到处踢馆藏锋学院别的系，后别的系都来太极系讨说法，卫楚替太极系接下了他们的挑战。                                                              |

### 其他演员
| 演員                        | 角色       | 介紹 |
| 高雄                        | 風併行     | 風飄飄的爺爺 书画大师。因飘飘父母常年在国外，所以飘飘从小是他带大的。年輕時与卫敏学习卫式太极并且喜歡上了她，但那时已有家室，后叛逃师门。因飘飘小时候经常被人欺负而决定教她太极。因偷師而隱居多年，後因为太极各派上门讨伐而自廢武功。在卫楚有意收飘飘为徒时，非常开心。非常喜欢卫楚这个孙女婿。 |
| 九孔                        | 孔小友     | 文學院的书畫系老師 風飄飄的老師，十分欣賞風飄飄爺爺的畫作。受文敏之托在学校里保护卫楚，面对文敏的威严会产生一点恐惧。是个对好的书画作品有着强烈兴趣的人。他经常会让人觉得他神经兮兮的。 |
| 陳秀珠                      | 衛敏       | 衛楚的奶奶 太极宗师、藏锋学院院长。年輕時喜歡風併行，因后来风并行叛出师门而对打破太极只传内不传外的想法非常抗拒。她有时会因为她的威严让人觉得害怕，有时又会让人觉得和蔼。一开始非常喜欢风飘飘，可得知其身世后，便让卫楚离飘飘远一点，怕卫楚重蹈她的覆辙。在太极系要参加全国武道大会时，不同意飘飘担任队长。在飘飘亲自来劝说时，答应飘飘和她比试几招以此来证明飘飘的实力。本想挫挫飘飘的锐气，可没想到她却发现飘飘确实比陈冰更有实力担任这个队长。后同意了飘飘做孙媳妇，并认可了飘飘的实力，觉得她是太极的未来。 |
| 楼学贤                      | 方際       | 八岐門的前掌门 萧笑外公。重伤卫楚腿的人。因绑架太极四大家族传人，而服毒畏罪自殺，实则是被方兆天毒害。 |
| 佐藤寬太                    | 月山旬     | 日本交换生 出生艺术世家，对中国传统文化感兴趣。喜歡風飄飄，后来被拒绝。 |
| 湯暢 （页面存档备份，存于） | 靳柔       | 尚香文學院書畫系系花 艾佳的好友，喜歡衛楚，还一直觉得卫楚是她的，实际上卫楚根本就不认识她。 |
| 陳彥希                      | 艾佳       | 尚香文学院书画系学生 靳柔的好友，常幫靳柔暗中幹壞事。 |
| 朱森林                      | 王兆天     | 本姓方，蕭笑的舅舅，談臨的師叔，為人陰險。早年被逐出家門，藏匿在東南亞多年。後來談臨找他回來幫她搶奪掌門之位，對蕭笑趕盡殺絕。也是毒死蕭笑外公的人。 |
| 宫正晔                      | 李文柏     | 藏鋒學院拳道系 |
| 楊印池                      | 柳如松     | 藏鋒學院拳道系 |
| 吳嘉欣                      | 展芯       | 流波學院的學生。 |
| 高亮                        | 陳醫生     | 衛楚的私人醫生。 |
| 鍾泱                        | 秦澤       | |
| 郭峰                        | 小六       | 八岐門的人。 |
| 趙貝星                      | 系草       | |
| 童童                        | 女同學     | |
| 張慧娜                      | 信使       | |
| 楊天誠                      | 黎華       | |
| 柳濤                        | 裁判       | |
| 費思聰                      | 學院褺判   | |
| 辛延強                      | 警察       | |
| 黃柏雄                      | 出租車司機 | |

## 电视原声带
| 曲序 | 曲目                           |            | 作曲   | 演唱   |
| ---- | ------------------------------ | ---------- | ------ | ------ |
| 1.   | 《拳心拳意》（主题曲）         | 似賢、陳靜 | 影帝   | 畢雯珺 |
| 2.   | 《你能聽見我的聲音嗎》（插曲） | 蘇楚力     | 蘇楚力 | 蘇楚力 |
| 3.   | 《你能聽見我的聲音嗎》（插曲） | 蘇楚力     | 蘇楚力 | 金貴晟 |
| 4.   | 《別對我打太極》（插曲）       | 陳正航     | 影帝   | 金雯昕 |